# Castelo Colliston
O Castelo Colliston (em língua inglesa Colliston Castle) é um castelo localizado em Arbroath, Escócia.
Encontra-se classificado na categoria "B" do "listed building" desde 11 de junho de 1971.